# Owl Eyes

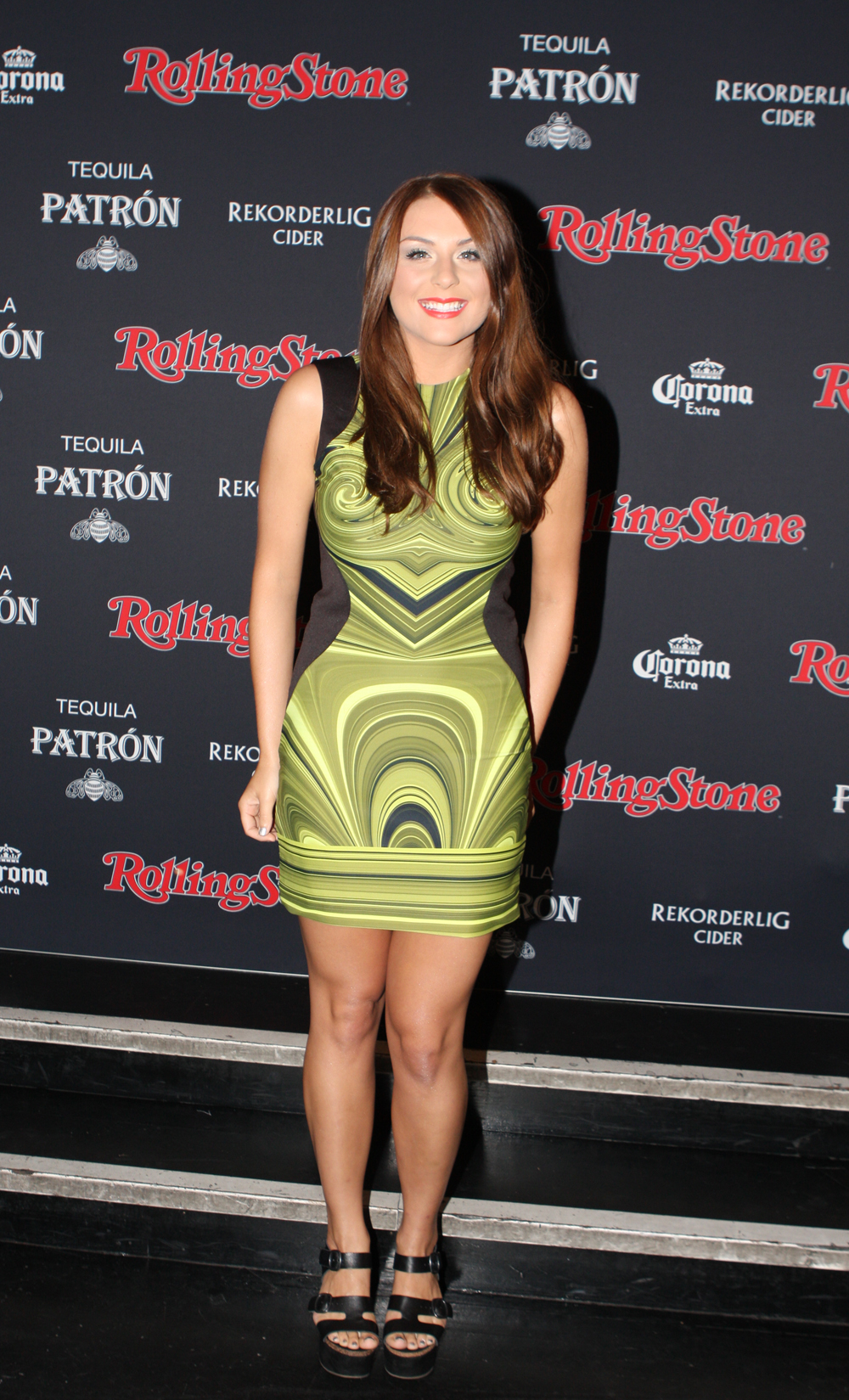
Owl Eyes на вручении премии Rolling Stone Australia Awards, Сидней

Owl Eyes (англ. Brooke Addamo, рус. Брук Аддамо; род. 2 января 1991 в  Мельбурне Австралия) — австралийская певица.

## Творчество
В 2008 году Аддамо стала известной по всей Австралии, участвуя в телешоу «Australia Idol». Вышла в финал, заняв 11-е место в списке лучших австралийских музыкантов.
В 2010 она выпустила свой дебютный мини-альбом «EP Faces». Её сингл «It Wait» стал саундтреком рекламы кофейной компании Illy, также композиция попала в Triple J Hottest 100, под номером 29.
В 2011 году Аддамо выпускает второй мини-альбом «EP Raiders». Две её песни «Raiders» и «Foster the People’s Pumped Up Kicks» стояли на Triple J Hottest 100 под номерами 64 и 28.
В 2012 выходит её третий «EP Crystalised» с песней «Love Run Dru», на которую был снят клип.
В 2013 году Аддамо записала дебютный альбом «Nightswim». Альбом достиг 28-го места в австралийском чарте альбомов.
Спустя 4 года осенью 2018-го записала новый сингл «On Me».
В апреле 2020 года Owl Eyes выпустила сингл «Tokyo». 29 мая 2020 года вышел мини-альбом «Invisible Woman».

## Дискография

### Студийный альбом
| Название  | Релизы | Позиция в чарте |
| Название  | Релизы | AUS             |
| --------- | --- | --------------- |
| Nightswim | - Релиз: апрель 2013 - Лейбл: Illusive Sounds / Wunderkind (ILL092CD) - Формат: CD, Цифровое скачивание музыки, Потоковое мультимедиа | 28              |

### Дебютные альбомы
| Название        | Название |
| --------------- | --- |
| Faces           | - Релиз: 10 сентября 2010 - Лейбл: Wunderkind - Формат: CD, Цифровое скачивание музыки, Потоковое мультимедиа                |
| Raiders         | - Релиз: 1 июля 2011 - Лейбл: Wunderkind - Формат: CD, Цифровое скачивание музыки, Потоковое мультимедиа                     |
| Crystalised     | - Релиз: 11 мая 2012 - Лейбл: Illusive Sounds - Формат: CD, Цифровое скачивание музыки, Потоковое мультимедиа                |
| Nightmixes      | - Релиз: 22 октябрь 2013 - Лейбл: Illusive Sounds/Wunderkind - Формат: CD, Цифровое скачивание музыки, Потоковое мультимедиа |
| Invisible Woman | - Релиз: 29 мая 2020 - Лейбл: Self-released - Формат: Цифровое скачивание музыки, Потоковое мультимедиа                      |

### Синглы
| Название                        | Год  | Альбом          |
| ------------------------------- | ---- | --------------- |
| 1+1                             | 2010 | Faces           |
| Faces                           | 2011 | Faces           |
| Raiders                         | 2011 | Raiders         |
| Crystalised                     | 2012 | Crystalised     |
| Love Run Dry                    | 2012 | Nightswim       |
| Closure                         | 2013 | Nightswim       |
| Nightswim                       | 2013 | Nightswim       |
| Hurricane                       | 2013 | Nightswim       |
| On Me                           | 2018 | Invisible Woman |
| You and I/Le Soleil             | 2019 | Invisible Woman |
| You Don't Know Love (with Tapz) | 2019 | Invisible Woman |
| Tokyo                           | 2020 | Invisible Woman |

### Синглы записанные с другими исполнителями
| Название                                              | Год  | Позиции в чарте | Сертификации | Альбом             |
| Название                                              | Год  | AUS             | Сертификации | Альбом             |
| ----------------------------------------------------- | ---- | --------------- | ------------ | ------------------ |
| It Can Wait (Illy при участии Owl Eyes)               | 2010 | 58              | - ARIA: Gold | The Chase          |
| Heart Attack (Flight Facilities при участии Owl Eyes) | 2015 | —               |              | Down to Earth      |
| Sometimes (Lo'99 при участии Owl Eyes)                | 2019 | —               |              | Не альбомный сингл |

## Награды
| Год                | Номинируемая работа      | Категория                  | Результат |
| ------------------ | ------------------------ | -------------------------- | --------- |
| AIR Awards of 2011 | "It Can Wait" (ft. Illy) | Best Independent Single/EP | Номинация |